# Cis ephippiatus
Cis ephippiatus is een keversoort uit de familie houtzwamkevers (Ciidae). De wetenschappelijke naam van de soort werd in 1853 gepubliceerd door Carl Gustaf Mannerheim.